# Agostino Barbarigo
Agostino Barbarigo (c. 1420 – 20 de septiembre de 1501) fue un político italiano que ejerció como dux de Venecia desde 1486 hasta su muerte, en 1501.
Durante su dogado se concibió y terminó la imponente Torre dell'Orologio en la Plaza de San Marcos, con un arqueado que comunica la calle conocida como la Mercería con el Puente de Rialto. En la planta superior se mostraba debajo de la campana al dux arrodillado ante el León de San Marcos, pero esto fue eliminado por los franceses en 1797, después de que Venecia se rindiera a Napoleón.

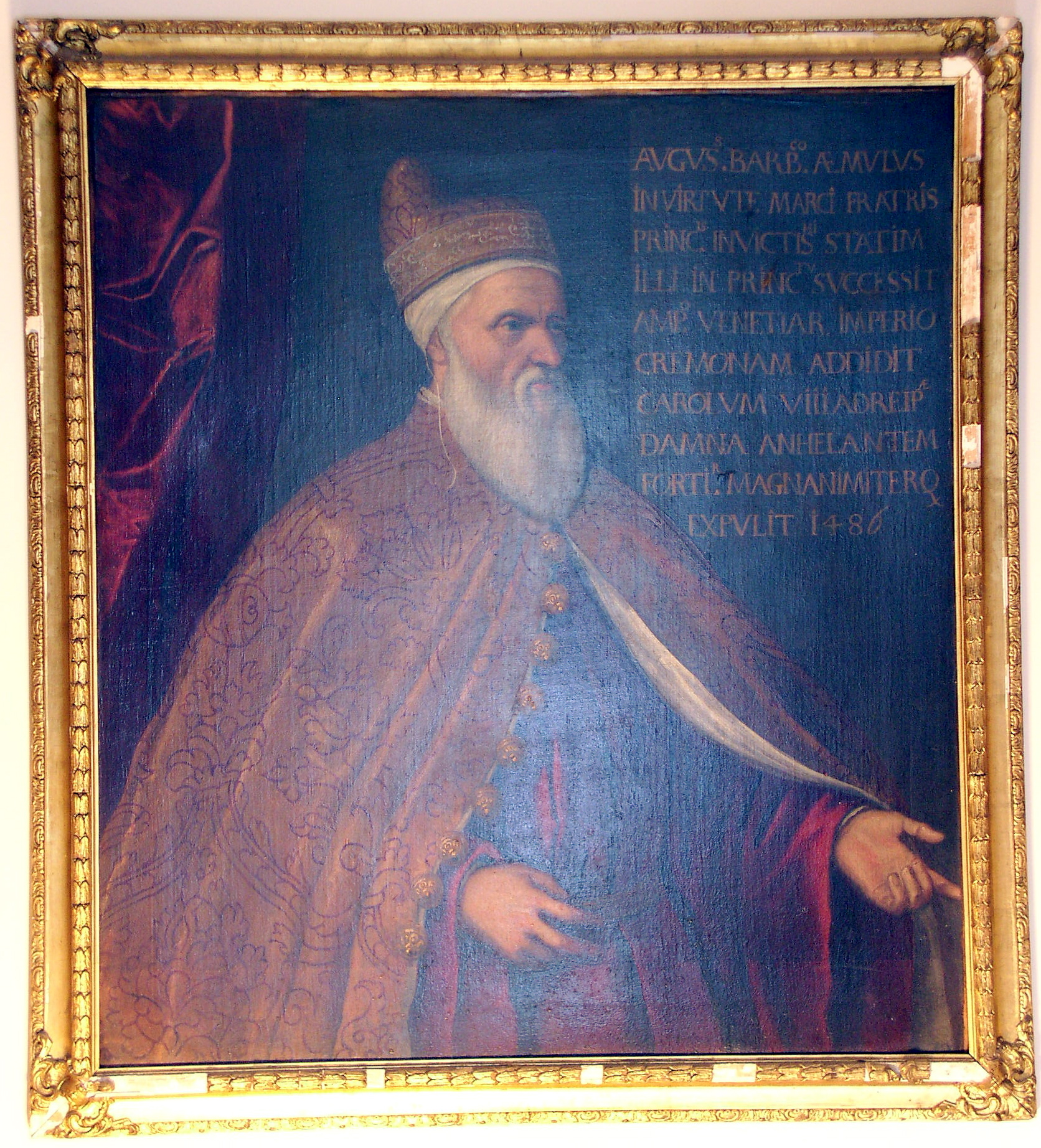
Un retrato sin datar de Barbarigo.

En 1496 creó una coalición italiana para expulsar a Carlos VIII de Francia de la Península, lo que condujo a la batalla de Fornovo y la retirada gala. Durante el reinado de Agostino se consiguieron varias fortalezas en la Romaña y la anexión de Chipre.
Sus relaciones con el sultán otomano Beyazid II fueron inicialmente amistosas, pero se volvieron tensas desde 1492, desembocando en guerra abierta en 1499. Los mercaderes venecianos en Estambul fueron arrestados, mientras que tropas bosnias invadían Dalmacia y llegaban a Zara. La flota veneciana fue derrotada en la batalla de Zonchio, y la República perdió su base de Lepanto. A esta la siguieron Modona y Corona, lo que para las naves venecianas significaba la pérdida de todas las paradas intermedias en el camino al Levante.
Después de cuatro años de guerra, se firmó un tratado de paz en 1503. Por él, Venecia mantuvo en Morea sólo Nauplia, Patras y Monemvasia.
Marco Barbarigo era hermano de Agostino, al que había precedido como dux, ocupando el cargo tan sólo un año; su tumba, originalmente en la iglesia de Santa Maria della Carità, ha sido demolida. Una parte (un relieve de la resurrección de Cristo) se encuentra en la Scuola Grande di San Giovanni Evangelista, atribuida al taller de Antonio Rizzo.

## Cultura popular
- En el videojuego Assassin's Creed II, Agostino Barbarigo hace un cameo como dux elegido por su hermano.